# Juan Hernández García
Juan Hernández García (Lorca, 6 dicembre 1994) è un calciatore spagnolo, attaccante del Lorca Deportiva.

## Caratteristiche tecniche
È un'ala destra.

## Carriera
Cresciuto nel settore giovanile del La Hoya Lorca, ha esordito in prima squadra nella stagione 2011-2012 di Tercera División. Dopo alcuni anni trascorsi nella terza divisione del calcio spagnolo, nel 2019 è stato promosso in prima squadra del Celta Vigo con cui ha esordito in Primera División giocando l'incontro pareggiato 2-2 contro il Maiorca del 15 dicembre.